# Smyra recurvicornis
Smyra recurvicornis är en fjärilsart som beskrevs av Heinrich Benno Möschler 1880. Smyra recurvicornis ingår i släktet Smyra och familjen nattflyn. Inga underarter finns listade i Catalogue of Life.